# Ambassade du Mexique en Belgique
L'ambassade du Mexique en Belgique est la représentation diplomatique des États-Unis mexicains auprès de la Belgique et de l'Union européenne. Elle est également accréditée pour le Luxembourg.
L'ambassadeur est, depuis 2021, Rogelio Granguillhome Morfin.

## Histoire
Les relations diplomatiques ont commencé en 1825 lorsque le Mexique a établi des relations consulaires avec le Royaume des Pays-Bas, dont la Belgique et le Luxembourg faisaient partie. La Belgique devient indépendante en 1830 et envoie en 1838 un ministre plénipotentiaire au Mexique. En 1842, le premier représentant mexicain arrive en Belgique. En 1861, les gouvernements des deux pays ont signé un traité d'amitié, de commerce et de navigation.
Pendant la Seconde Guerre mondiale, le Mexique ferma sa légation diplomatique à Bruxelles et déplaça son personnel diplomatique à Londres où s'installa le gouvernement belge en exil. Après la guerre, le Mexique avait de nouveau une légation diplomatique résidente à Bruxelles et en 1954, les deux nations ont transformé leurs légations diplomatiques en ambassades.

## Ambassade
Elle est située avenue Franklin Roosevelt 94, à Solbosch en Bruxelles.